# Sorbo San Basile
Sorbo  San Basile község (comune) Olaszország Calabria régiójában, Catanzaro megyében.

## Fekvése
A megye északi részén fekszik. Határai: Bianchi, Carlopoli, Cicala, Colosimi, Fossato Serralta, Gimigliano, Panettieri és Taverna.

## Története
A település története a középkorra nyúlik vissza. Valószínűleg egy, baziliánus szerzetesek által alapított kolostor körül épült ki. Első írásos említése a 13. századból származik. Középkori épületeinek nagy része az 1783-as calabriai földrengésben elpusztult. A 19. század elején vált önálló községgé, amikor a Nápolyi Királyságban felszámolták a feudalizmust.

## Népessége
A népesség számának alakulása:

## Főbb látnivalói
- Palazzo Mercurio
- Santa Maria delle Grazie-templom